# 道の駅天童温泉
道の駅天童温泉（みちのえき てんどうおんせん）は、山形県天童市にある国道13号の道の駅である。愛称はわくわくランド。

## 概要
2004年（平成16年）4月25日に天童温泉から徒歩3分の場所に森林情報館「もり〜な天童」がオープン、同年8月9日に道の駅に登録され、11月3日に改めて道の駅として開駅した。
秋田 - 福島間の移動の際の休憩ポイントとして活用されている。
2020年（令和2年）6月には駅舎をリニューアル。同年のトリップアドバイザーによる"全国「道の駅」ランキング"では2位を受賞した。

## 施設
- 駐車場
  - 普通車：233台
  - 大型車：25台
  - 身障者用：5台
- トイレ （いずれも24時間利用可能）
  - 男：大 5器、小 7器
  - 女：10器
  - 身障者用：1器
- 公衆電話：有
- 森林情報館もり〜な天童
  - 多目的ホール
  - 情報発信コーナー
  - 交流コーナー
  - 体験コーナー
  - 農産物直売所
  - 無料休憩所
  - 道路情報コーナー
- 多目的広場
- 足湯

## 休館日
- 月曜日（祝日の場合翌日）

## アクセス
- 国道13号 - 登録路線
- 山形県道23号天童大江線

国道13号の下り車線側、山形県道23号の交点に所在。山形北ICから北に約15分。

## 周辺
- 天童温泉
- 天童公園